# Nati nel 1562
| Questa pagina contiene informazioni ricavate automaticamente dalle voci biografiche con l'ausilio del template Bio e di un bot. L'aggiornamento è periodico e automatico e ricostruisce completamente la pagina. Se manca una persona in questa lista, sei pregato di non aggiungerla, ma accertati piuttosto che la sua voce biografica contenga il template Bio e che i dati anagrafici siano correttamente compilati. Se il template Bio manca, inseriscilo tu stesso o, in alternativa, metti l'avviso {{tmp\|Bio}} che ne segnala la mancanza. Se i dati riportati sono sbagliati, correggi direttamente la voce biografica; le modifiche saranno visibili in questa lista entro pochi giorni. Per chiarimenti vedi il progetto biografie. La lista contiene solo le 89 persone che sono citate nell'enciclopedia e per le quali è stato implementato correttamente il template Bio. Pagina aggiornata al 18 mag 2025. |

## Gennaio(3)
- 8 gennaio - Cosimo Gamberucci, pittore italiano († 1621)
- 12 gennaio - Carlo Emanuele I di Savoia, nobile italiano († 1630)
- 16 gennaio - Juan Torres de Osorio, vescovo spagnolo († 1632)

## Febbraio(4)
- 2 febbraio - Ippolito Buzio, scultore italiano († 1634)
- 12 febbraio - Maria del Lussemburgo, duchessa francese († 1623)
- 15 febbraio - Maeda Toshinaga, militare giapponese († 1614)
- 15 febbraio - Pierre-Antoine Rascas, numismatico e antiquario francese († 1620)

## Marzo(2)
- 25 marzo - Sebastiano Bagolino, poeta italiano († 1604)
- 27 marzo - Jacob Gretser, drammaturgo, teologo e storico tedesco († 1625)

## Aprile(2)
- 24 aprile - Xu Guangqi, funzionario, matematico e agronomo cinese († 1633)
- 25 aprile - Federico Guglielmo I di Sassonia-Weimar, duca († 1602)

## Maggio(4)
- 6 maggio - Pietro Bernini, pittore e scultore italiano († 1629)
- 26 maggio - Giacomo III di Baden-Hachberg, nobile tedesco († 1590)
- 28 maggio - Carlo Barberini, militare e nobile italiano († 1630)
- 29 maggio - Giovanni Guglielmo di Jülich-Kleve-Berg, duca († 1609)

## Giugno(2)
- 6 giugno - Tsutsui Sadatsugu, militare giapponese († 1615)
- 24 giugno - François de Joyeuse, cardinale e arcivescovo cattolico francese († 1615)

## Luglio(2)
- 25 luglio - Katō Kiyomasa, militare giapponese († 1611)
- 29 luglio - Pedro González del Castillo, vescovo cattolico spagnolo († 1627)

## Agosto(2)
- 19 agosto - Carlo II di Borbone-Vendôme, cardinale e arcivescovo cattolico francese († 1594)
- 26 agosto - Bartolomé Leonardo de Argensola, poeta, storico e presbitero spagnolo († 1631)

## Settembre(3)
- 1º settembre - Giorgio di Nassau-Dillenburg, nobile tedesco († 1623)
- 21 settembre - Vincenzo I Gonzaga, generale e collezionista d'arte italiano († 1612)
- 24 settembre - Ercole di Monaco, nobile monegasco († 1604)

## Ottobre(5)
- 4 ottobre - Christen Sørensen Longomontanus, astronomo danese († 1647)
- 8 ottobre - Cesare d'Este, nobile italiano († 1628)
- 19 ottobre - George Abbot, arcivescovo anglicano inglese († 1633)
- 31 ottobre - Giovanni Guler von Weineck, diplomatico, storico e cartografo svizzero († 1637)
- 31 ottobre - Adam Haslmayr, filosofo austriaco († 1630)

## Novembre(3)
- 2 novembre - Cristoforo Canal, politico italiano († 1602)
- 6 novembre - Francesco Sforza, cardinale italiano († 1624)
- 25 novembre - Lope de Vega, scrittore, poeta e drammaturgo spagnolo († 1635)

## Senza giorno specificato(57)
- Abdul Jalil Shah I di Johor, sovrano malese († 1571)
- Marcello Adriani il Giovane, filologo e letterato italiano († 1604)
- Alauddin Riayat Shah III di Johor, sovrano malese († 1615)
- Isabella Andreini, attrice teatrale, scrittrice e poetessa italiana († 1604)
- Giovanni Arca, scrittore, storico e gesuita italiano († 1599)
- Pietro Arcudio, teologo greco († 1633)
- Alessandro Bisnato, ingegnere italiano
- Giuseppe Bonachia, ceramista italiano
- John Bull, compositore fiammingo († 1628)
- Pietro Caetani, VI duca di Sermoneta, militare italiano († 1614)
- Alfonso Capra, militare italiano († 1638)
- Fabrizio Castello, pittore italiano († 1617)
- Felice Centini, cardinale e vescovo cattolico italiano († 1641)
- Domenico Codagli, religioso e scrittore italiano
- Henry Constable, poeta inglese († 1613)
- Cornelis van Haarlem, pittore e artista olandese († 1638)
- Jerònimo Cortés, astronomo spagnolo († 1637)
- Samuel Daniel, poeta inglese († 1619)
- Maria Vittoria De Fornari Strata, religiosa italiana († 1617)
- Francisco Diago, storico spagnolo († 1615)
- Ferraù Fenzoni, pittore italiano († 1645)
- Barbara Gamage, nobile gallese († 1621)
- Francis Godwin, vescovo anglicano e storico inglese († 1633)
- Carlo di Gontaut, nobile francese († 1602)
- Zygmunt Gonzaga Myszkowski, nobile polacco († 1615)
- Margherita Gonzaga, duchessa italiana († 1618)
- George Gordon, I marchese di Huntly, nobile scozzese († 1636)
- Richard Hawkins, pirata, navigatore e esploratore inglese († 1622)
- Lawrence Hyde, avvocato e politico inglese († 1641)
- Hōjō Ujinao, militare giapponese († 1591)
- Kasuya Takenori, militare giapponese († 1607)
- Paolo Camillo Landriani, pittore italiano († 1618)
- Kaspar Lussi, politico e condottiero svizzero († 1608)
- Carlo Gaudenzio Madruzzo, cardinale e vescovo cattolico italiano († 1629)
- Giannangelo Gaudenzio Madruzzo, militare italiano († 1618)
- Giovanni Garzia Mellini, cardinale italiano († 1629)
- Martino Mira, vescovo cattolico italiano († 1619)
- Nicolò Molin, ambasciatore italiano († 1608)
- Natsuka Masaie, militare giapponese († 1600)
- Pietro Provedi, architetto italiano († 1623)
- Claudio Rangoni, vescovo cattolico italiano († 1619)
- Oliva Sabuco de Nantes Barrera, scrittrice e filosofa spagnola
- Ortensio Scammacca, drammaturgo italiano († 1648)
- Giovanni Severano, religioso e scrittore italiano († 1640)
- Andrea Spinola, doge († 1641)
- Jan Pieterszoon Sweelinck, compositore e organista olandese († 1621)
- Jean Titelouze, organista, compositore e poeta francese († 1633)
- Gabriel Trejo y Paniagua, cardinale e arcivescovo cattolico spagnolo († 1630)
- Gaspare Vazzano, pittore italiano († 1630)
- Giovanni Vincenzo Verzellino, storico italiano († 1638)
- Hendrik Cornelisz Vroom, pittore, incisore e disegnatore olandese († 1640)
- John Wolstenholme, mercante inglese († 1639)
- Maria d'Avalos, nobildonna italiana († 1590)
- Bento de Góis, missionario portoghese († 1607)
- Juan de Jáuregui, criminale spagnolo († 1582)
- Alonso de Ledesma, poeta e scrittore spagnolo († 1623)
- Carlo II di Cossé, nobile e militare francese († 1621)